# Filipovićeva kasárna
Filipovićeva kasárna se nachází v centru bosenské metropole Sarajevo, na břehu řeky Miljacky, u parku At mejdan a Hudebního pavilonu. Vznikla podle návrhu českých architektů Karla Pánka a Františka Blažka. Jmenuje se podle barona Filipoviće, který se v roce 1878 podílel na obsazení Bosny a Hercegoviny Rakousko-uherskou armádou.
V budově v současné době sídlí Ministerstvo obrany Bosny a Hercegoviny. Dvoupatrová budova má čtvercový půdorys s jedním velkým dvorem v centrální části.

## Historie
Kasárna byla zbudována na místě starých osmanské kasáren, která se na stejném místě nacházela od roku 1851. Ve své době se jednalo o jednu z největších staveb ve městě. Po obsazení Bosny a Hercegoviny Rakousko-Uherskem sem bylo umístěno rakouské vojsko. Původní stavba měla oproti novějším kasárnám jen poloviční velikost.
Návrh nechali vypracovat oba architekti najednou; František Blažek připravil podobu severní a východní strany budovy. Hlavní vstup zůstal na východní straně, stejně jako v případě starších tureckých kasáren. Do jisté míry se na projektech kromě Františka Blažka pak také podílel i Karel Pařík, který na přelomu 19. a 20. století navrhl řadu veřejných budov v centru bosenské metropole.
Příprava stavby byla zahájena v roce 1897. Výstavba objektu, jehož fasáda vznikla pod vlivem klasicismu s prvky secese byla zahájena v roce 1899 a dokončena roku 1901. Budova byla po jistou dobu známá jako kasárna Františka Josefa (srbochorvatsky Kasarna Franc Josef). V roce 2003 na ní byly provedeny stavební práce.